# Pereskia horrida
Pereskia horrida är en kaktusväxtart som först beskrevs av Carl Sigismund Kunth, och fick sitt nu gällande namn av Dc. Pereskia horrida ingår i släktet trädkaktusar, och familjen kaktusväxter.

## Underarter
Arten delas in i följande underarter:
- P. h. horrida
- P. h. rauhii

## Bildgalleri

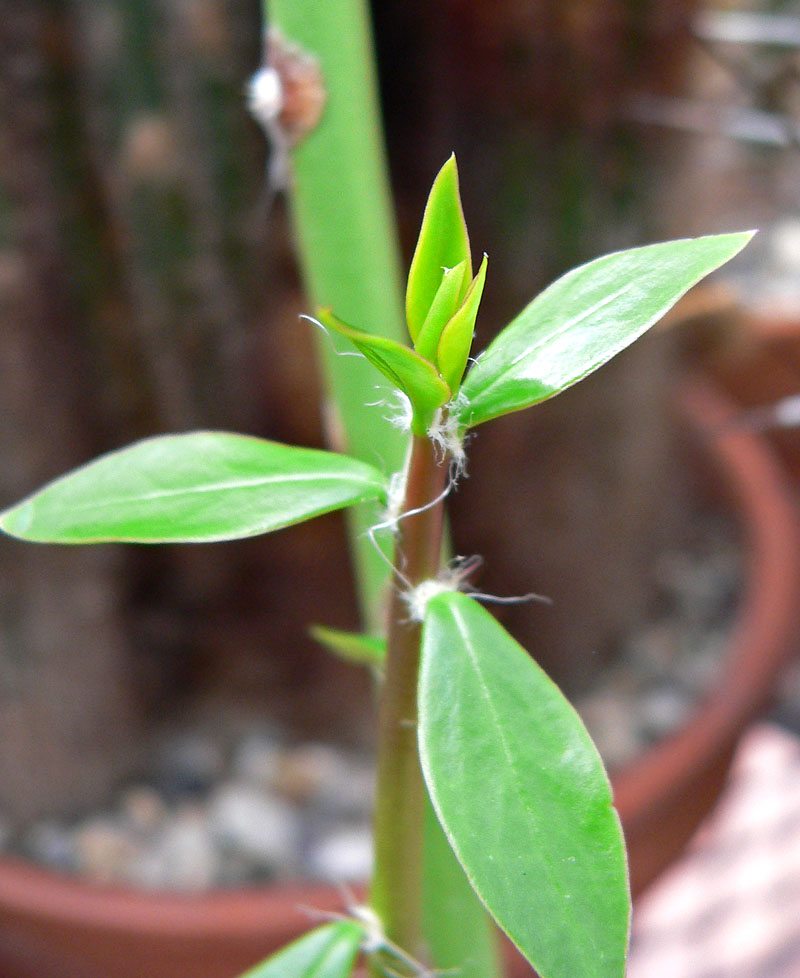
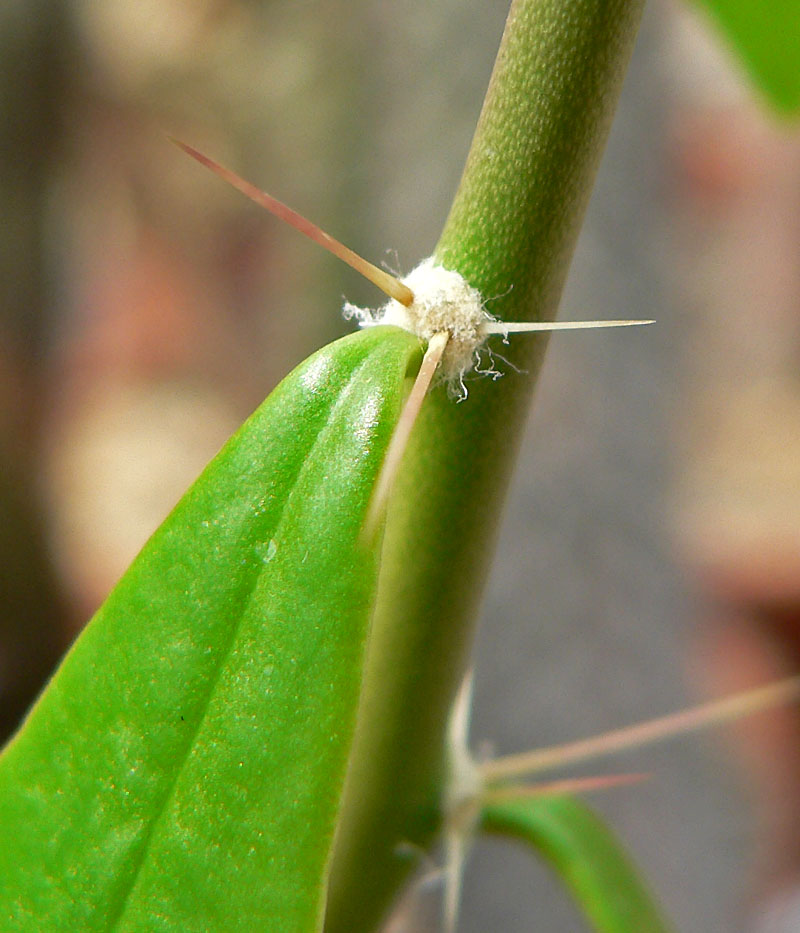